# Benyamin Habib
Benyamin Naeem (Ben) Habib (ur. 7 czerwca 1965 w Karaczi) – brytyjski przedsiębiorca i polityk, deputowany do Parlamentu Europejskiego IX kadencji.

## Życiorys
Kształcił się w Rugby School i następnie na Uniwersytecie w Cambridge. Od 1987 pracował w Shearson Lehman Brothers, dwa lata później dołączył do PWS Holdings PLC z branży ubezpieczeniowej, gdzie był dyrektorem finansowym. W latach 1994–2000 pełnił funkcję dyrektora zarządzającego w firmie JKL Property z sektora nieruchomości. Następnie założył i objął funkcję dyrektora generalnego w First Property Group PLC, funduszu zarządzającym nieruchomościami.
Był zwolennikiem i donatorem Partii Konserwatywnej. W 2019 zaangażował się w działalność polityczną w ramach Brexit Party. W wyborach w tym samym roku z listy tego ugrupowania uzyskał mandat eurodeputowanego IX kadencji.